# Ankylopteryx (Ankylopteryx) rieki
Ankylopteryx (Ankylopteryx) rieki is een insect uit de familie van de gaasvliegen (Chrysopidae), die tot de orde netvleugeligen (Neuroptera) behoort. 
Ankylopteryx (Ankylopteryx) rieki is voor het eerst wetenschappelijk beschreven door New in 1980.